# 不成對電子

圖中著色的元素具有不成對電子

自由基生成環化反應

不成對電子指在分子軌道中只以單顆存在的電子，而不形成電子對。原子的分子軌道能容納一對不同自旋的電子，而成對的電子較為穩定，電子常以化學鍵或孤電子對的方式存在，不成對電子在化學中是相對罕見的。具有不成對電子的原子則較易發生反應。在有機化學中，不成對電子以自由基的形式短暫出現於化學反應中，此概念在以解釋反應的過程尤為重要。

## 簡介
自由基很少出現在s區及p區的反應中，因不成對電子佔用p價軌域、sp、sp2或sp3的混成軌域。這些軌域方向性極強，傾向交疊以形成強共價鍵，使自由基傾向組成穩定的二聚體。若電子成對會形成較弱的鍵，自由基會更為穩定；或不成對電子以離域電子的形式穩定存在。在d和f軌域中的自由基是頗常見的，因這兩種軌域較不具方向性和分散，其擴展較小，因此不成對電子較難交疊，傾向形成較弱的鍵，不利二聚體組成。
在一些穩定的分子中也會出現不成對電子。氧原子中有兩顆不成對電子，而一氧化氮中有一顆。同一分子軌道中的電子對自旋方向相反，它們的磁矩會互相抵消。而不成對電子則具磁矩，使其原子成為磁偶極並與磁場交互作用。據洪德最大多重度規則，氧分子中不成對電子的自旋方向必然一致，因此氧元素表現出順磁性。其他具不成對電子的物質也可表現出鐵磁性、反鐵磁性等。
鑭系元素及錒系元素中的不成對電子是最穩定的，它們的f軌域不太與外界反應，不成對電子更難形成化學鍵。具有最多不成對電子的離子是Gd3+和Cm3+，有七顆不成對電子。